# Jean de Tulles II
Jean de Tulles, mort le 3 octobre 1640 à Orange, est un prélat français du XVIIe siècle. Il est de la famille des seigneurs de Villefranche et est le neveu de Jean de Tulles, évêque d'Orange,,,,.

## Biographie
Jean de Tulles est nommé coadjuteur de son oncle le 17 août 1605 et consacré le 28 août comme évêque titulaire  de Troade (de) et succède en août 1608. Il est envoyé à Rome pour des affaires d'état par la reine régente Marie de Médicis, mère de Louis XIII, et rend ensuite ses services. 
Par ses soins un palais épiscopal est bâti, l’hôpital est agrandi  et il fait construire aussi  un couvent pour les capucins, sur demande d'Éléonore, femme de Philippe-Guillaume d'Orange. Le pape Paul V donne en 1614 la bulle de sécularisation du chapitre de la cathédrale d'Orange. Jean est nommé abbé de l'abbaye Sainte-Marie de Longues et de Saint-Eusèbe d'Apt.